# Kakkel
En kakkel er en tyk keramikflise, lavet af ler og brændt ved høj temperatur. Ud fra materiale og fremstillingsmåde ville det rette ord være en klinke, men kaklen kan være buet, så den passer rundt om en kakkelovn, der får en større overflade og kan give mere varme fra sig.
Kakkelborde er borde med fliser eller klinker. Altså ikke kakler.
Fliser er ofte glaserede og har mønster eller et overordnet motiv.
Ordet kakkel er afledt af det latinske ord for en potte af ler cacabus.

## Rumfærgen
NASA's rumfærger har et genbrugsvarmeskjold, hvor ca. 70 % består af varmeisolerende kakler. Kaklerne er fremstillet af fibre af kvartsglas og op til 90 % hulrum. Massefylden er lavere end flamingo og de leder praktisk taget ingen varme. En 1260 °C varm kakkel kan samles op med de bare hænder. Kaklerne er ikke limet direkte på aluminiumsskroget, da metallets bevægelser i takt med de aerodynamiske kræfter vil knuse kaklerne. I stedet for er de limet på noget syntetisk filt, der optager bevægelserne.
Ved varmebelastninger op til 1260 °C anvendes type HRSI (High-temperature Reusable Surface Insulation). HRSI-kakler har sidekanter på højst 15 cm og er dækket af en sort keramisk belægning, der giver en høj varmeudstråling.
Ved varmebelastninger op til 649 °C anvendes type LRSI (Low-temperature Reusable Surface Insulation). LRSI-kakler har sidekanter på højst 20 cm og er dækket af en hvid keramisk belægning, der giver høj refleksion af sollys.
De fleste kakler har en massefylde på 0,177 g/cm3 og er meget skrøbelige. Omkring rorflader, lemme til hjulbrønde og lastrumslugerne anvendes noget mere holdbare kakler med en massefylde på 0,352 g/cm3.
På trods af den lave massefylde, vejede kaklerne over seks ton i alt.